# Acalypha ecklonii
Acalypha ecklonii är en törelväxtart som beskrevs av Henri Ernest Baillon. Acalypha ecklonii ingår i släktet akalyfor, och familjen törelväxter. Inga underarter finns listade i Catalogue of Life.